# Saliha Şahin
Saliha Şahin (Ankara, 5 de novembre de 1998) és una jugadora de voleibol turca. Va començar a jugar voleibol professional al Karayollarıspor. Tot i que va signar un contracte amb l'Eczacıbaşı, el 2018, el seu nou club va cedir-la al Karayollarıspor per una temporada més, fins al 31 de maig de 2019, per guanyar experiència. Şahin també ha jugat a les seleccions nacionals de Turquia infantil, juvenil i junior. Va guanyar una medalla d'or al mundial amb la selecció sub-23. La seva germana, Elif Şahin, també es jugadora de voleibol i és integrant de l'equip A de la selecció nacional turca.